# Mohammad Hossein Fahmideh
Mohammad Hossein Fahmideh (persan : محمدحسین فهمیده) né le 6 mai 1967 à Qom et mort le 30 octobre 1980 à Khorramshahr, est un héros de guerre iranien et une icône de la guerre Iran-Irak.

## Biographie
Mohammad Hossein Fahmideh est né dans une famille religieuse à Qom, il y fait ses études primaires. À l’époque, beaucoup de manifestations ont été faites contre l'État impérial d'Iran et Mohammad-Hossein, âgé d’une dizaine d’années, y participe aussi. Entre dix et onze ans, il diffuse clandestinement les tracts des déclarations d'imam khomeini, participe au discours célèbre de l’Imam Khomeini, le 12 Bahman 1978, jour du retour en Iran après un long exil, au grand cimetière de Behesht-e Zahra à Téhéran. Lors de l'hiver 1979 il participe à la manifestation de la Révolution islamique. Il s’inscrit à l’organisation avant que l’Irak ne déclare la guerre à l’Iran, en été 1980. Il suit une formation militaire afin d’apprendre à manier les armes au Basij (« force de mobilisation de la résistance »), chargé d’envoyer les volontaires sur le front de la « défense sacrée » iranienne contre l’invasion irakienne. Le 26 Shahrivar 1980 il est allé à Khorramshahr, mais les commandants de la garnison de cette ville l’empêchent d’aller au front, en raison de son âge. Il réussit finalement  à les convaincre, mais après 3–4 mois il est blessé et envoyé à l’hôpital de Mâhshahr. Peu de temps après, il revient à Khorramshahr.

## Mort
Le 30 octobre 1980 Mohammad Hossein remarque que cinq chars irakiens progressent en direction de Kout Sheikh (en persan : کوت شیخ ) près de la gare de chemin de fer. Voyant que ses camarades sont déjà morts ou blessés, il attache autour de sa taille une ceinture de grenades, puis court vers les chars. On tire dans sa direction, mais il continue d’avancer et en se jetant sous le char, le fait exploser. Cela a amené la colonne des chars irakiens à croire que les Iraniens avaient exploité la zone, et ils n'avancèrent plus. Il est enterré dans le cimetière de Behesht-e Zahra à Téhéran dans la section 24, ligne 44, no. 11.(fa).

## Après la mort
Plus tard, la voix de la République islamique d'Iran (IRIB) diffuse une nouvelle décrivant l'incident. L’hiver de cette même année, dans son discours prononcé à l’occasion du deuxième anniversaire de la victoire de la Révolution islamique d’Iran, Ayatollah Khomeini déclara Fahmideh un héros national iranien et proclama : « Notre guide est cet enfant de treize ans, dont la bravoure de cœur est impossible à mettre en mots, qui s’est jeté sous le char ennemi, grenades attachées à la taille ».",,,
Le jour de sa mort, le 30 octobre, marque le « jour des étudiants de Basij » dans le calendrier officiel de l'Iran.